# Джордано Бруно
Джордано Бруно (на италиански: Giordano Bruno), роден Филипо Бруно, известен още като Бруно от Нола или Бруно Ноланеца, е италиански монах доминиканец, философ, астроном, математик и драматург, който първи отстоява идеята за безкрайността на Вселената. Неговите космологични теории са естественото продължение на новата по онова време хелиоцентрична система на Николай Коперник и определят Слънцето като една от безбройно многото свободно движещи се други звезди.
Изгорен е жив на клада от властите на Римокатолическата църква през 1600 г., след като Светата инквизиция го обвинява в ерес. След неговата смърт идеите му стават популярни и през XIX и XX век на него се гледа като на мъченик за свободната мисъл и модерната наука, въпреки че основните обвинения срещу него са били на догматическа, а не на научна основа.

## Биография

### Произход и монашески години (1548 – 1581)
Роден е като Филипо Бруно през 1548 година в Нола, близо до Неапол, Кампания, в религиозно семейство. На 17-годишна възраст е изпратен в Доминиканския манастир, където става монах и приема името Джордано. Но неговият свободолюбив характер не му позволява да се примири с манастирските порядки. Жаждата му за знания и непреодолимото желание да се учи и да предава своите знания на хората са много силни. В досег с богатата библиотека на манастира, Бруно развива траен интерес към философията. Тайно от управниците на манастира, той се запознава и с учението на Коперник и става негов последовател.

### Париж (1581 – 1583)
През 1581 г. монахът заминава за Париж, където започва да преподава наученото от книгите, както и своите собствени теории за живота. Бруно изгражда и собствен метод на преподаване, който сам определя като организирано познание. В резултат той си спечелва славата на човек, способен да накара всеки да запомни онова, което му се обяснява. Така Бруно става изключително популярен. Въпреки това славата му е противоречива, защото консервативните духовници го обвиняват в магьосничество. Те не виждат в Бруно учен, който се движи по каноните, а човек, който създава свои теории.
В крайна сметка слуховете за Бруно стигат и до крал Анри III, който е запленен от идеите на Бруно и го прави свой фаворит. Под неговата закрила италианецът издава редица книги като „Сенките на идеите“ (вдъхновена от Платоновата теория) и „Изкуството на паметта“.
Изучава природата, математиката, философията, теологията. По-късно води лекции в Оксфордския и Парижкия университет.

### Години на пътешествия (1583 – 1585)
През април 1583 г. той отива в Англия с писмо от Анри III, но през октомври 1585 отново се завръща във Франция след обявената от Френската монархия война срещу Англия.

### Последни години (1585 – 1600)
Заловен е от Римската църква и е предаден на Инквизицията. Осъден за еретизъм заради своите възгледи и учения. На 17 февруари 1600 година е изгорен на клада на римския площад Кампо деи Фиори на 52-годишна възраст.

## Основни идеи
Чрез своето предположение за безкрайната Вселена Бруно излиза отвъд хелиоцентричната система на Коперник и става предшественик на съвременната космология. Бруно вижда в звездите далечни слънца и съответно - безброй светове с възможен живот.
Основна единица на битието е монадата. Тя е единица в три смисъла:
- метафизична единица – монадата е най-малката субстанция на света;
- физична единица – монадата е атом, т.е. най-малкото и неделимо тяло;
- математическа единица – тя се приема като точка;

## Творби
- De compendiosa architectura et complemento artis Lullii, Париж 1582
- De umbris idearum, Ars memoriae, Париж 1582
- Cantus Circaeus, Париж 1582
- Candelaio, Париж 1582
Свещник, София: Изток-Запад, 2019, прев. от итал. С. Савчев, ISBN	978-619-01-0376-9
- Ars reminiscendi, Triginta sigilli, Triginta sigillorum explicatio, Sigillus sigillorum, Англия 1583
- Cena de le Ceneri, Лондон 1584
Пепеляната вечеря, София: Изток-Запад, 2016, прев. от итал. В. Градев, ISBN 978-619-152-915-5
- De la causa, principio et uno, Лондон 1584
За причината, принципа и едното, София: Изток-Запад, 2020, прев. от итал. Б. Паскалева, ISBN 978-619-01-0629-6
- De l'infinito, universo e mondi, Лондон 1584
За безкрайното, вселената и световете, София: Изток-Запад, 2018, прев. от итал. Б. Паскалева (464 с.) ISBN 978-619-01-0240-3
- Spaccio della bestia trionfante, Лондон 1584
- Cabala del cavallo pegaseo, Лондон 1585
- De gli eroici furori, Лондон, 1585
- Centum et viginti articuli de natura et mundo adversus peripateticos, Париж 1586
- Figuratio Aristotelici physici auditus, Париж 1586
- Dialogi duo de Fabricii Mordentis Salernitani prope divina adinventione, Париж 1586
- Idiota triumphans - De somnii interpretatione, Париж 1586
- Mordentius - De Mordentii circino, Париж 1586
- Animadversiones circa lampadem lullianam, (1587), Аусбург 1891
- Lampas triginta statuarum (1587), Неепол 1891
- Artificium perorandi (1587), Франкфурт 1612
- De lampade combinatoria lulliana, Витенберг 1587
- De progressu et lampade venatoria logicorum, Витенберг 1588
- Libri physicorum Aristotelis explanati (1588), Неапол 1891
- Camoeracensis Acrotismus seu rationes articulorum physicorum adversus peripateticos, Витенберг 1588
- Oratio valedictoria, Витенберг 1588
- De specierum scrutinio et lampade combinatoria Raymundi Lullii, Прага 1588
- Articuli centum et sexaginta adversus huius tempestatis mathematicos atque philosophos, Прага 1588
- Oratio consolatoria, Хелмщед 1589
- De magia (1590), Флоренция 1891
- De magia mathematica (1590), Флоренция 1891
- De rerum principiis et elementis et causis (1590), Флоренция 1891
- Medicina lulliana (1590), Флоренция 1891
- Theses de magia (1590), Флоренция 1891
- De innumerabilibus, immenso et infigurabili, Франкфурт 1591
- De triplici minimo et mensura, Франкфурт 1591
- De monade, numero et figura, Франкфурт 1591
- De imaginum, signorum et idearum compositione, Франкфурт 1591
- De vinculis in genere (1591), Флоренция 1891
- Summa terminorum metaphysicorum (1591), Цюрих 1595
- Summa terminorum metaphysicorum. Accessit eiusdem Praxis descensus seu applicatio entis (1591), Марбург 1609